# دهیرکوت
دهیرکوت (به انگلیسی: Dhirkot) یک شهر در پاکستان است که در کشمیر آزاد واقع شده‌است.